# Chris Holmes
Christopher John Holmes, känd som Chris Holmes, född 23 juni 1958 i Glendale, Kalifornien, är en amerikansk hårdrocksgitarrist. Holmes är mest känd för att ha varit medlem i W.A.S.P.
Holmes spelade gitarr i olika band som Buster Savage, LAX och Slave, innan han träffade Blackie Lawless i början av 1980-talet. De spelade tillsammans i gruppen Sister. 1982 bildade Lawless gruppen W.A.S.P., och Holmes blev dess sologitarrist. Holmes lämnade W.A.S.P. 1990 och grundade bandet Psycho Squad. Han återkom dock till W.A.S.P. 1996 och hanterade sologitarren i fem år, innan han 2001 lämnade bandet för gott.

## Diskografi

### W.A.S.P.
Album
- 1984 – W.A.S.P.
- 1985 – The Last Command
- 1986 – Inside the Electric Circus
- 1987 – Live...In the Raw
- 1989 – The Headless Children
- 1997 – Kill Fuck Die
- 1998 – Double Live Assassins
- 1999 – Helldorado
- 2000 – The Sting: Live at the Key Club L.A.
- 2001 – Unholy Terror